# Еванілсон (футболіст, 1999)
Еванілсон (порт. Evanilson; нар. 6 жовтня 1999, Форталеза) — бразильський футболіст, нападник англійського клубу «Борнмут».
Виступав, зокрема, за клуби «Шаморін» та «Порту».
Володар Суперкубка Португалії. Чемпіон Португалії. Володар Кубка Португалії.

## Ігрова кар'єра
Народився 6 жовтня 1999 року в місті Форталеза. Вихованець футбольної школи клубу «Флуміненсе».
23 січня 2018 року Еванілсон на правах оренди шість місяців виступав за словацьку команду «Шаморін». Повернувся до «Флуміненсе» у травні 2019 року, виступав у молодіжній команді, де став найкращим бомбардиром.
7 листопада 2019 року Еванілсон дебютував у Серії А. 8 грудня відзначився дублем в переможній виїзній грі 2–1 над «Корінтіансом».
13 грудня 2019 року Еванілсон підписав попередній контракт з клубом «Томбенсе», який набув чинності з лютого місяця. Але 15 січня 2020 року залишився у клубі «Флуміненсе» на правах оренди до грудня 2020 року.
7 вересня 2020 року Еванілсон підписав п’ятирічний контракт із португальським клубом «Порту». 24 жовтня дебютував в основі, забивши переможний гол у домашньому матчі 1–0 проти «Жил Вісенте». Наступні місяці гравець провів у фарм-клубі «Порту Б».
У жовтні 2020 року Еванілсон повернувся до «Порту». 30 жовтня 2021 року, зробив дубль в переможному дербі 4–1 проти «Боавішти». 23 грудня став автором другого дубля, цього разу проти головного конкурента «Бенфіки» в Кубку Португалії в якому його команда здобула перемогу 3–0.
16 січня 2022 року він записав до свого активу перший хет-трик у лізі під час виїзної перемоги 4–1 над «Белененсеш САД». 30 січня забив вирішальний гол 2–1 у домашньому матчі проти «Марітіму», отримавши нагороду «Гол місяця». 6 березня Еванілсон відзначився результативною передачею та голом в першому матчі Кубку Португалії принципового протистояння проти лісабонського «Спортінга», гра завершилась перемогою «Порту» 2–1.

## Виступи на рівні збірних
У листопаді 2020 року провів дві гри в складі олімпійської збірної Бразилії в товариських матчах проти збірних Південної Кореї та Єгипту.

## Статистика виступів

### Статистика клубних виступів
| Сезон             | Команда           | Чемпіонат         | Чемпіонат | Чемпіонат | Національний кубок | Національний кубок | Національний кубок | Континентальні кубки | Континентальні кубки | Континентальні кубки | Інші змагання | Інші змагання | Інші змагання | Усього | Усього | Усього |
| Сезон             | Команда           | Ліга              | Ігор      | Голів     | Ліга               | Ігор               | Голів              | Ліга                 | Ігор                 | Голів                | Ліга          | Ігор          | Голів         | Ігор   | Голів  |        |
| ----------------- | ----------------- | ----------------- | --------- | --------- | ------------------ | ------------------ | ------------------ | -------------------- | -------------------- | -------------------- | ------------- | ------------- | ------------- | ------ | ------ | ------ |
| 2017–18           | «Шаморін»         | 2Л                | 6         | 3         | КС                 | 0                  | 0                  |                      | -                    | -                    |               | -             | -             | 6      | 3      |        |
| 2018              | «Флуміненсе»      | К+A               | 1+0       | 0         | КБ                 | 0                  | 0                  |                      | -                    | -                    |               | -             | -             | 1      | 0      |        |
| 2019              | «Флуміненсе»      | К+A               | 0+3       | 2         | КБ                 | 0                  | 0                  |                      | -                    | -                    |               | -             | -             | 3      | 2      |        |
| 2020              | «Флуміненсе»      | К+A               | 10+6      | 5+2       | КБ                 | 4                  | 0                  | ПК                   | 2                    | 1                    |               | -             | -             | 22     | 8      |        |
| 2020–21           | «Порту»           | ПЛ                | 15        | 3         | КП+КЛ              | 3+0                | 1+0                | ЛЧ                   | 5                    | 0                    |               | -             | -             | 23     | 4      |        |
| 2021–22           | «Порту»           | ПЛ                | 30        | 14        | КП+КЛ              | 7+1                | 7+0                | ЛЧ+ЛЄ                | 4+4                  | 0+0                  |               | -             | -             | 42     | 21     |        |
| Усього за «Порту» | Усього за «Порту» | Усього за «Порту» | 45        | 17        |                    | 11                 | 8                  |                      | 13                   | 0                    |               | -             | -             | 69     | 25     |        |
| Усього за кар'єру | Усього за кар'єру | Усього за кар'єру | 71        | 29        |                    | 14                 | 8                  |                      | 15                   | 1                    |               | -             | -             | 101    | 38     |        |

## Титули і досягнення
- Володар Суперкубка Португалії (1):

«Порту»: 2020
- Чемпіон Португалії (1):

«Порту»: 2021–22
- Володар Кубка Португалії (3):

«Порту»: 2021–22, 2022–23, 2023–24
- Володар Кубка португальської ліги (1):

«Порту»: 2022–23